# 바이사란계곡
바이사란 계곡 (Baisaran Valley)은 인도 잠무 카슈미르 아난트나그구 파할감에서 약 5~7km 떨어진 곳에 위치한 초원 계곡이다. 해발고도는 약 2,400m에 달하며, 울창한 소나무 숲과 피르판잘산맥의 눈 덮인 봉우리가 주 풍경을 이루며 파할감 마을과 리데르계곡의 탁 트인 전망으로 관광객들이 많이 찾는다.
2025년 4월 22일 바이사란 계곡에서 관광객들을 상대로 총기 난사 테러가 발생해 일부 사상자가 발생하였다. 파키스탄에 기반을 둔 테러조직 라슈카레 타이바의 분파인 저항전선 (TRF)이 저지른 이 테러 공격은 바이사란 계곡 내에서도 도보나 조랑말로만 접근이 가능하여 구조활동이 지연되는 특성을 악용해 사람들이 많이 모인 지점을 노렸다. 이후 인도 측 보안군이 테러 방지 작전을 개시했고, 남아 있던 관광객들은 그 지역으로부터 안전하게 대피하는 조치가 이루어졌다.